# Silniční most (Čimelice)
Silniční most se sochami přemosťuje Čimelický potok u Kostelního rybníka v Čimelicích. Je chráněn jako nemovitá kulturní památka ČR v krajinné památkové zóně Čimelicko-Rakovicko.

## Historie
Barokní sochy v podživotní velikosti jsou datovány začátku do 18. století, most byl postaven v první polovině 18. století. Sochy jsou připisovány sochařské dílně Jana Karla Hammera. Byly objednány pravděpodobně Karlem Bohumilem z Bissingenu nebo ještě dříve Barborou z Tanfeldu, matkou Karla Bohumila z Bissingenu. Na mostě jsou kopie (výdusky), pískovcové originály jsou od roku 1985 umístěné v depozitu obce. Sochy byly restaurovány v letech 1938–1941 a 1967–1968 a po roce 1980. Přes most vede silnice I/4.

## Popis
Kamenný jednoobloukový most je dlouhý 11,8 m, široký 12,6 m, výška mostu je 5,1 m, Stavebním materiálem je lomový kámen. Most a čela mostu, vysoká asi jeden metr, jsou omítnutá hrubou vápenocementovou omítkou na východní a betonovou stěrkou na západní straně. Opěrné pilíře jsou v líci mostu zaoblené a opatřené hrotitým zhlavím. Na opěrách je polokruhová klenba s rozpětím oblouku je 2,5 m. Křídla mostu jsou skloněná od paty klenby a jsou postavena z lomového kamene. Koryto výpustě je vyzděno z lomového kamene a překryto kameny. Silniční povrch mostovky je živičný.
Na parapetních zídkách pilířů mostu jsou čtyři podstavce asi metr vysoké na nichž stojí v téměř životní velikosti (160–165 cm) čtyři kamenní světci. Na jihovýchodní straně jsou plastiky svatého Jana Nepomuckého a svatého Vojtěcha, na severozápadní straně jsou svatý Václav a svatý Norbert.
- Svatý Vojtěch stojí na soklu v kontrapostu v biskupském rouchu s atributy knihou v levé ruce a pádlem, které je přidržováno pravou rukou. Na hlavě má mitru, oděv je bohatě členěn záhyby. Na čelní straně soklu je nápis: „S.  ADAL/  BERTVS  /  OBIIT  XXIII.  AP:  A:  / 1001“

- Svatý Jan Nepomucký stojí na soklu parapetní zídky v nakročení pravé nohy, kterou má na malém kvádru. Jeho oděv tvoří kanovnické roucho s biretem na nakloněné hlavě. Levou rukou přidržuje krucifix opřený o levé rameno. V pravé ruce spuštěné podél těla drží palmovou ratolest. Oděv (klerika, rocheta) je členěn záhyby. Na soklu je plastika erbu pánů z Tamfeldu a nápis: „B.B.F.V.B.G.V.T“

- Svatý Václav stojí na soklu široce rozkročený v mírném předklonu se skloněnou hlavou k vykročené levé noze. Ve zdvižené pravé ruce drží praporec, levá ruka přidržuje štít s plastikou svatováclavské orlice. Praporec a oděv jsou zdobeny záhyby. Na čelní straně soklu je nápis: „S: WENCESLAVS / OBIIT A: 929 / DIE 28: SEP“

- Svatý Norbert stojí na soklu na svazku knih, které vystupují na levé straně. Je oděn do biskupského roucha s mitrou na hlavě. Pravou rukou tiskne na hruď kalich s hostií a v levé ruce drží berlu.Oděv je členěný. Na čelní straně soklu je nápis: „S. NORBER/ TUS/ OBIIT 6. Iunii / 1134“

Shodným rysem soch je plasticky modelovaná drapérie.

## Galerie

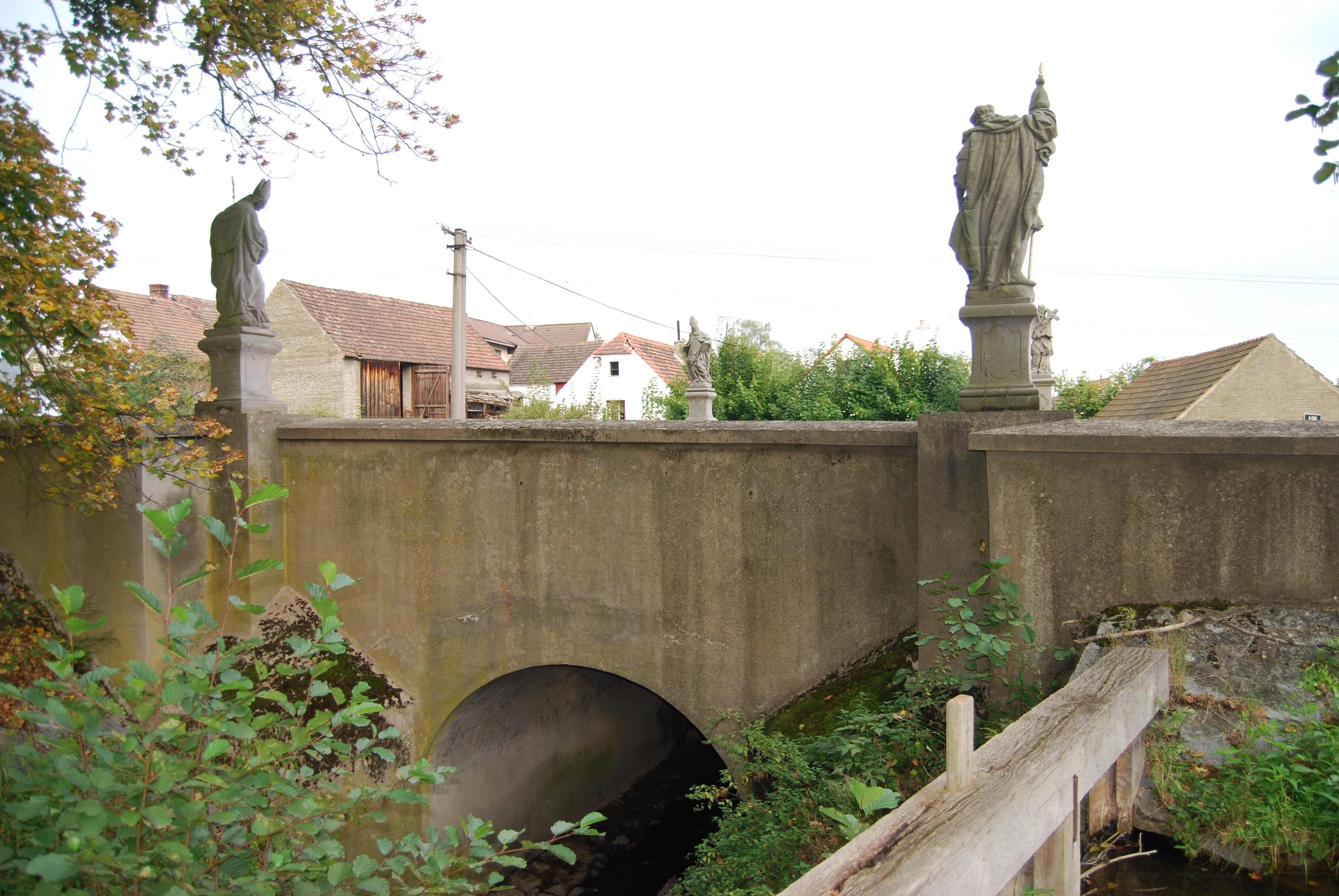
Kamenný most se sochami v Čimelicích
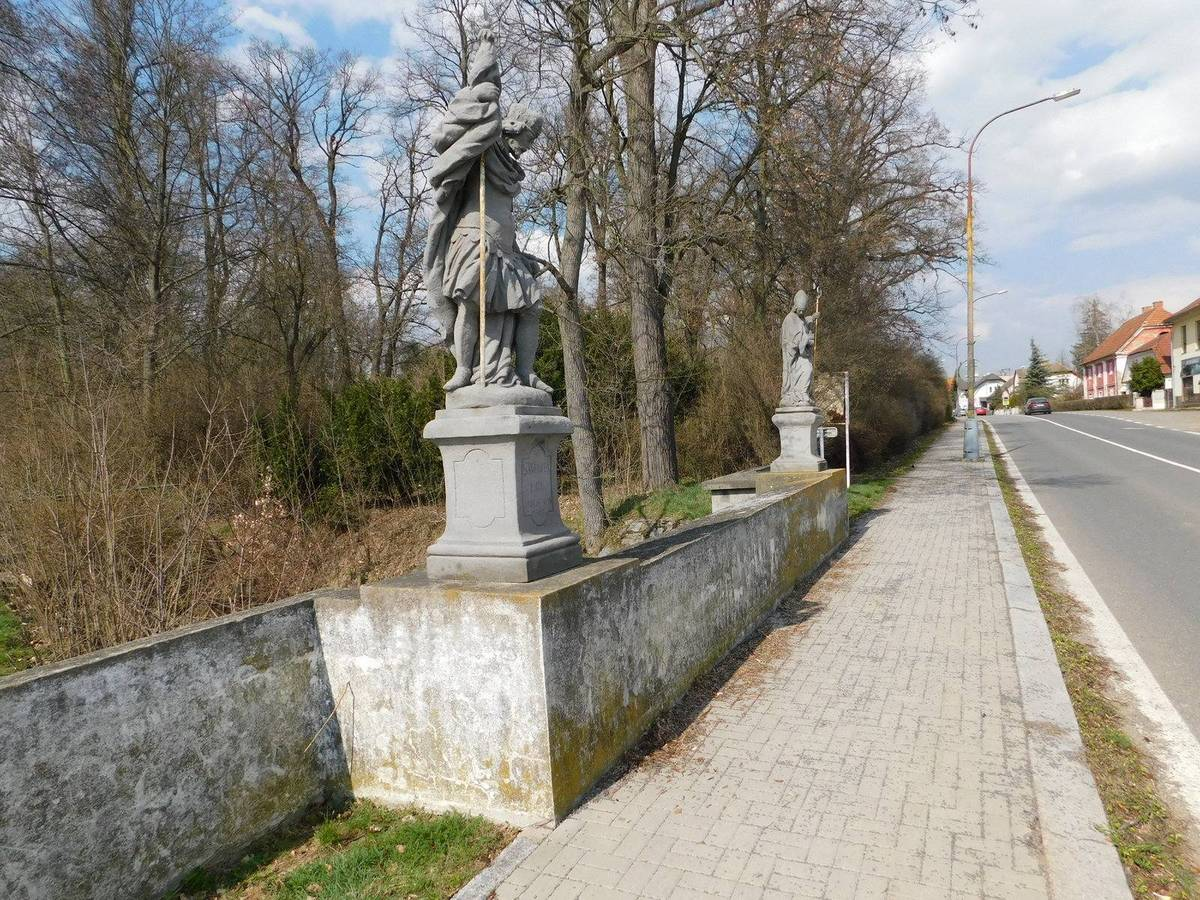
Svatý Václav a vzadu svatý Norbert
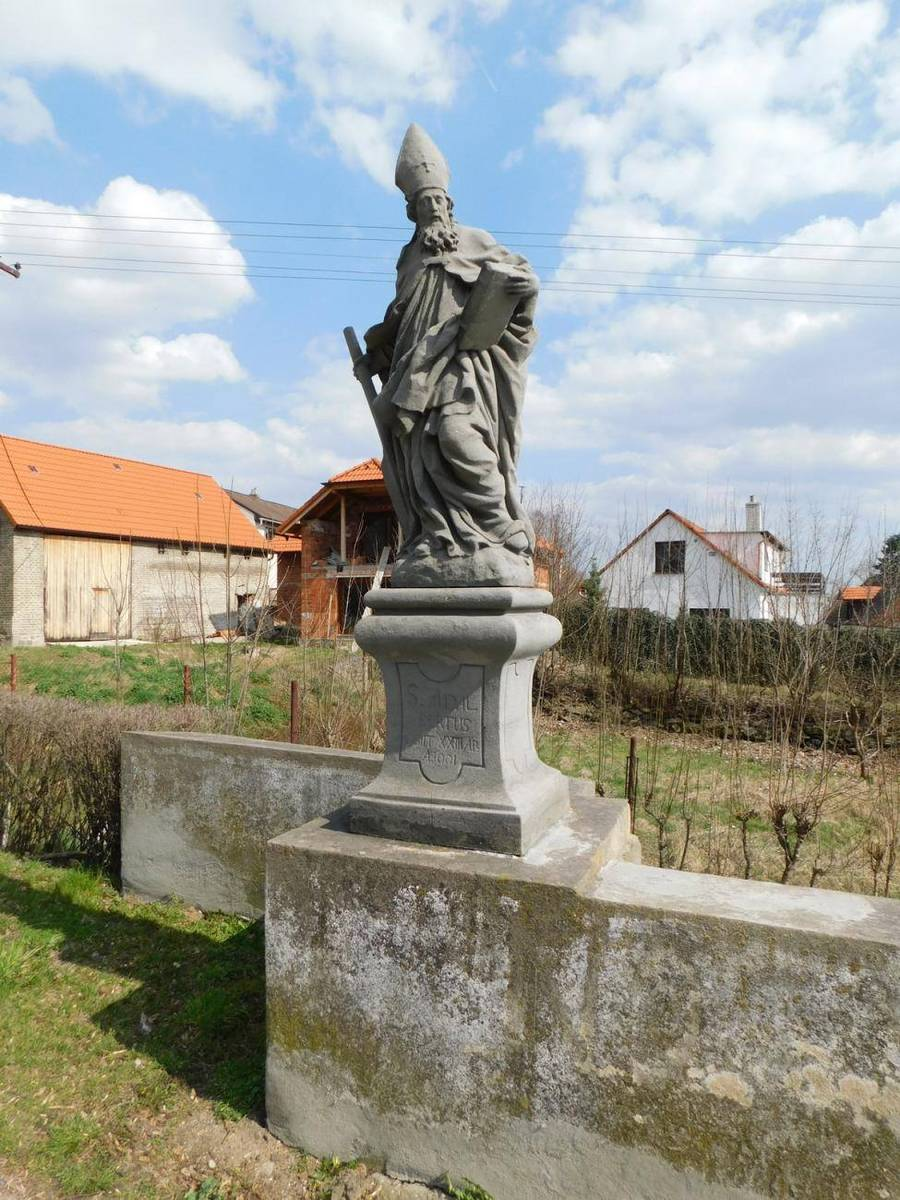
Svatý Vojtěch
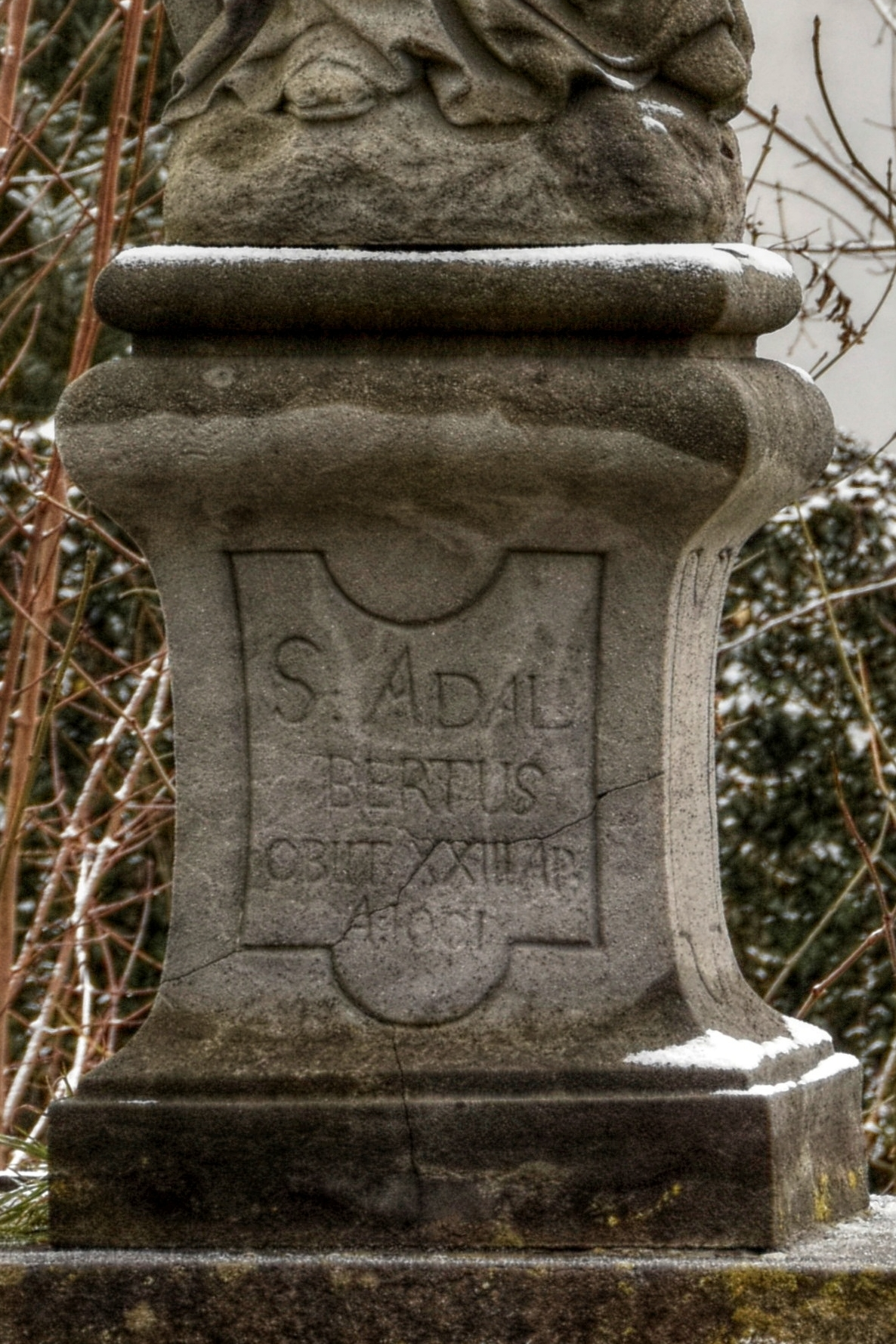
Podstavec sv. Vojtěcha
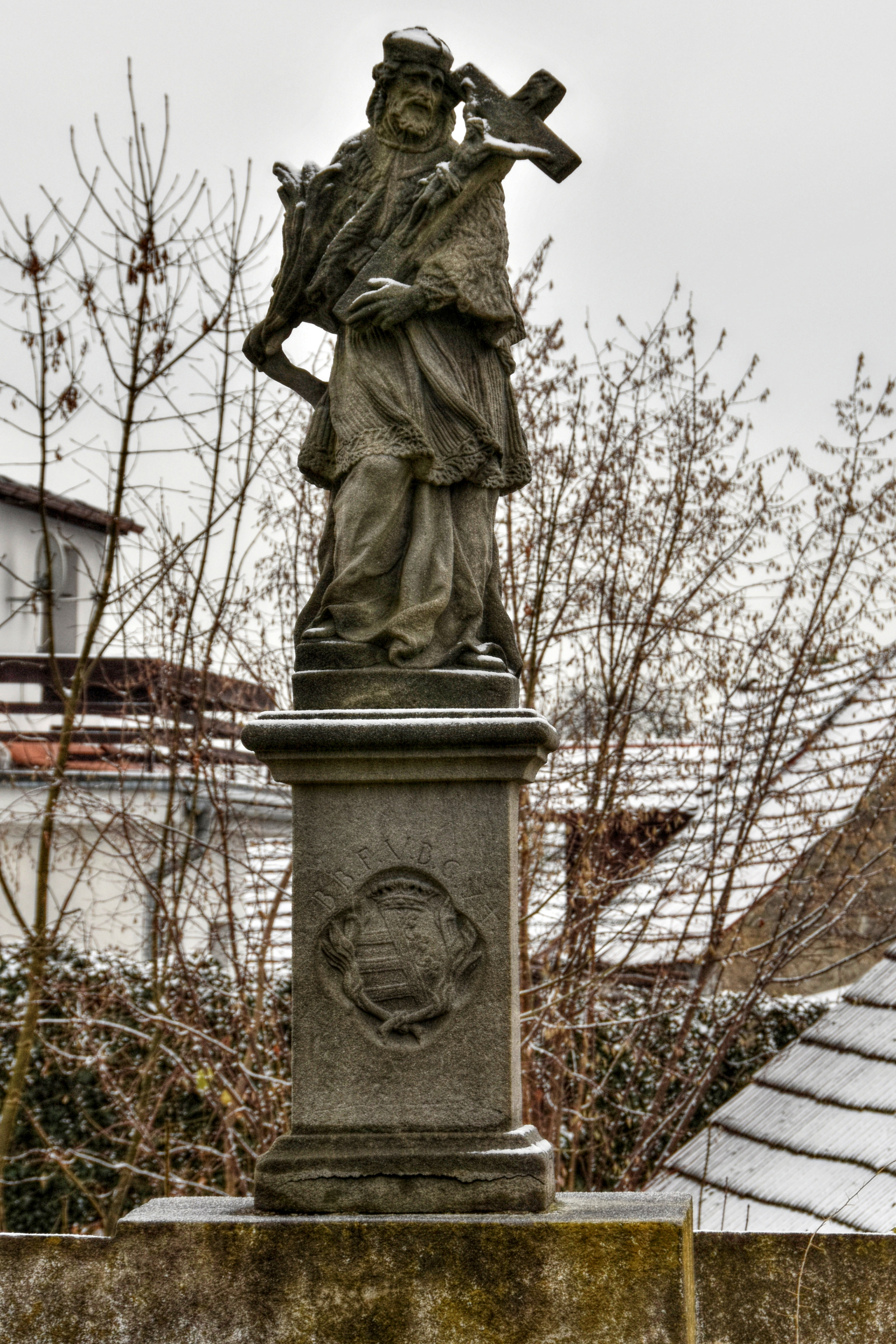
Svatý Jan Nepomucký
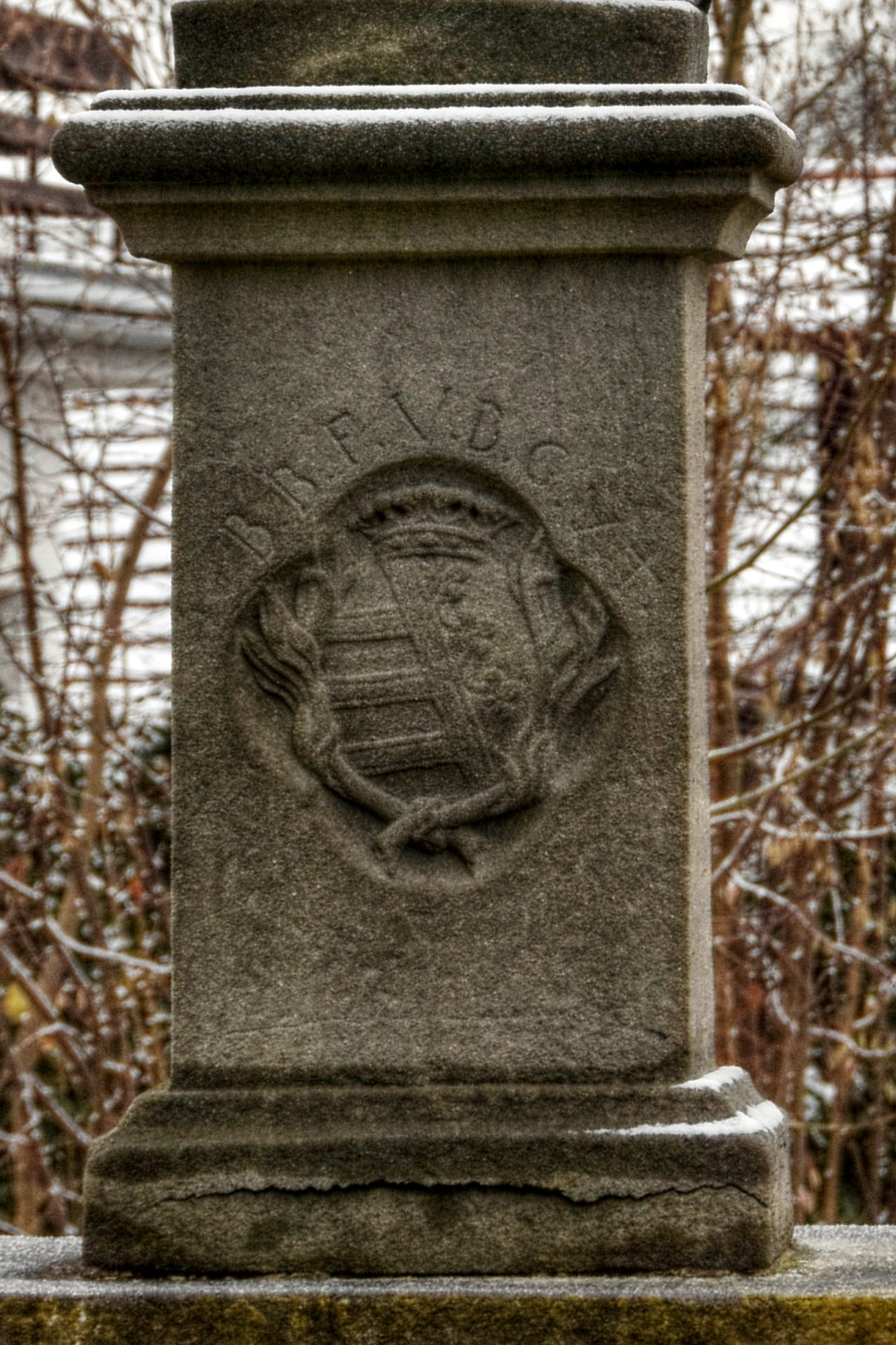
Detail podstavce sv. Jana Nepomuckého
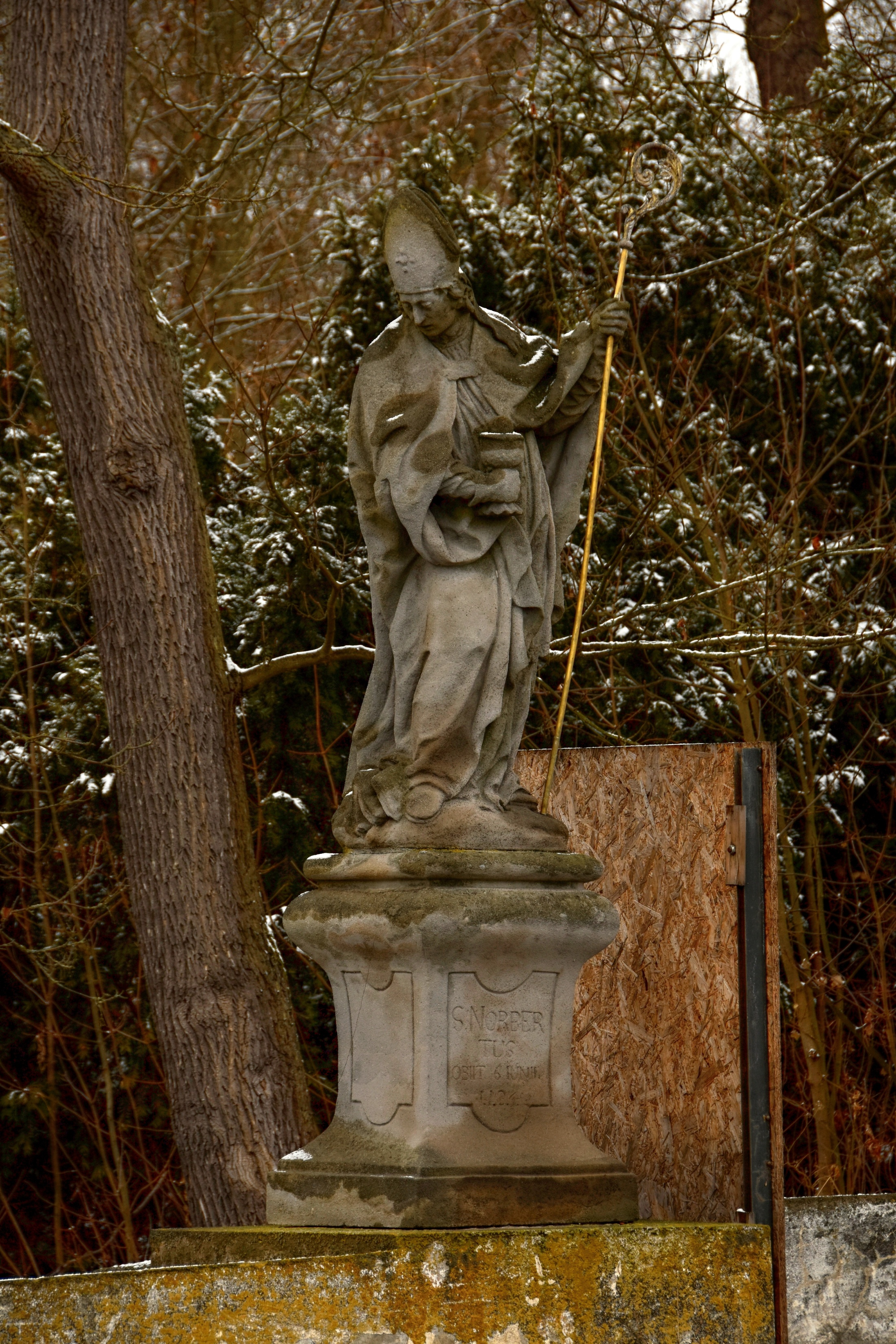
Svatý Norbert
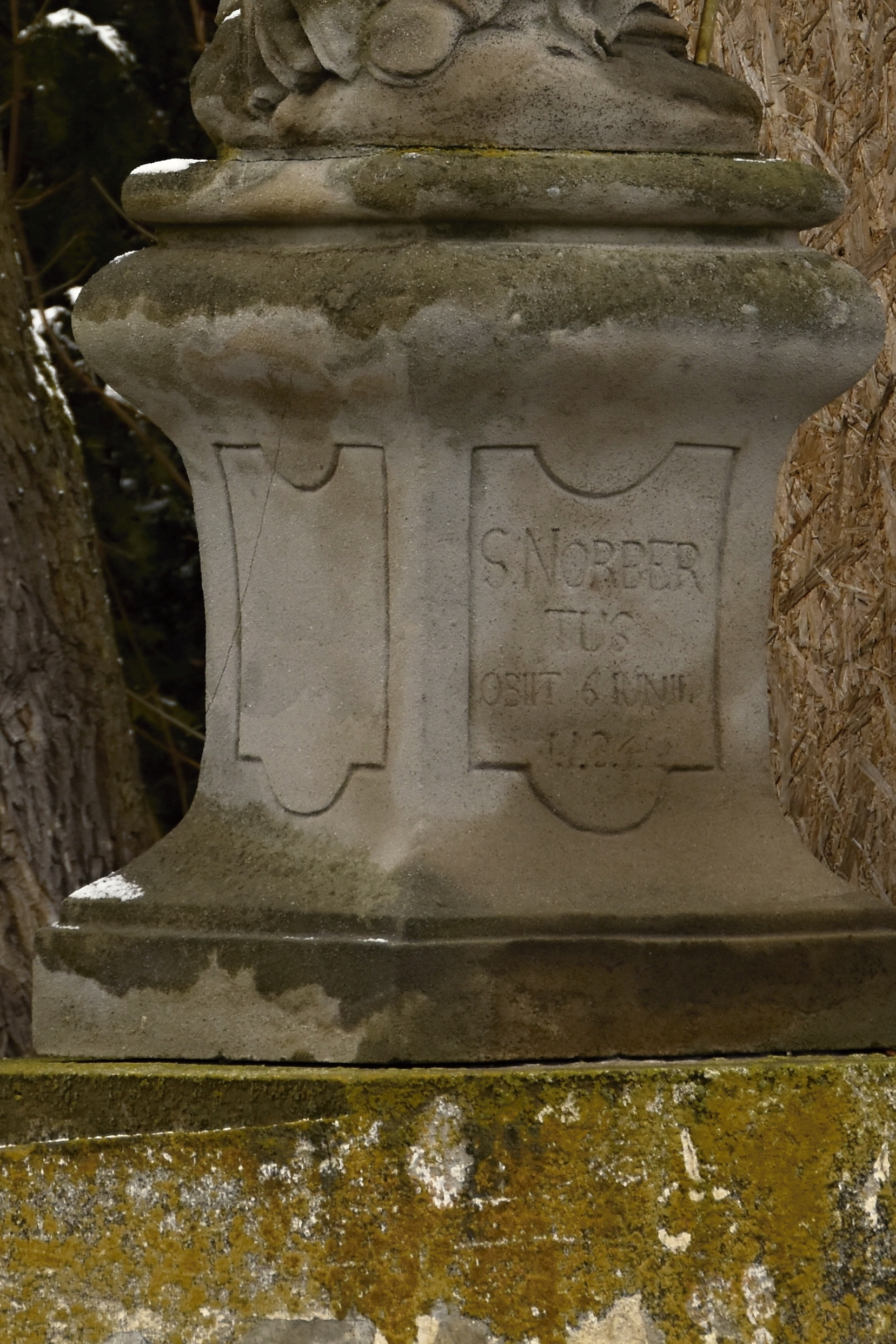
Podstavec sv. Norberta
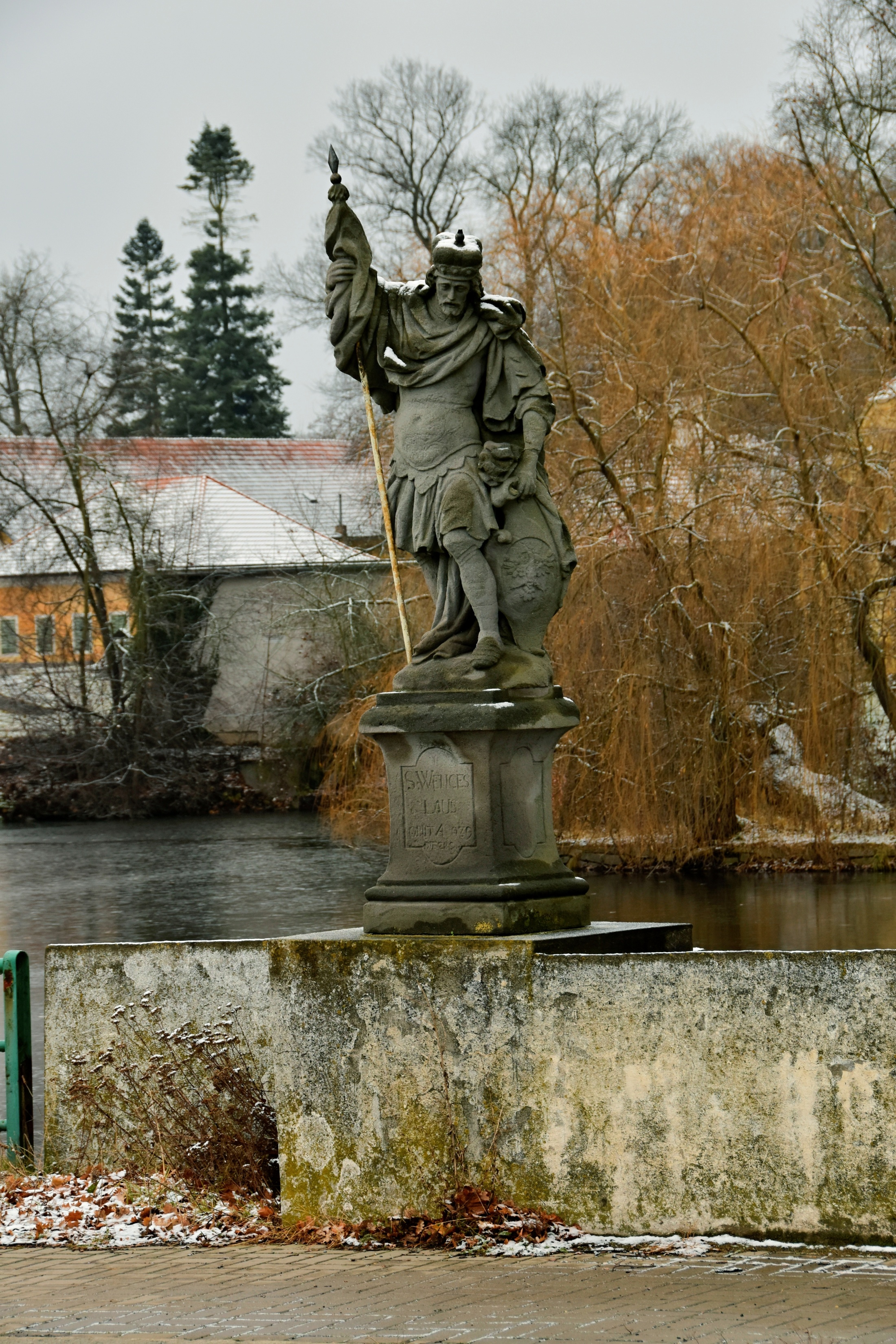
Svatý Václav
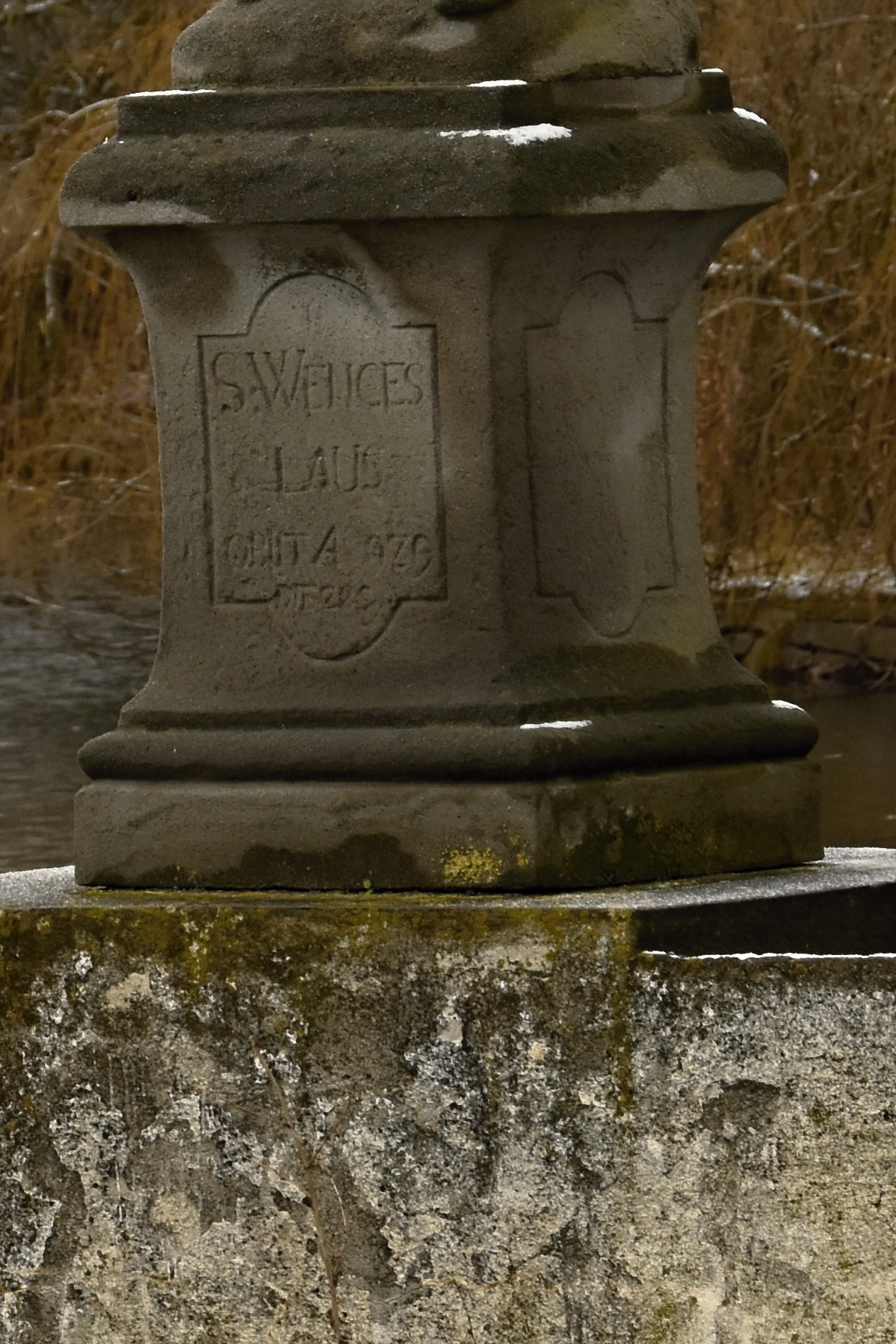
Podstavec sv. Václava
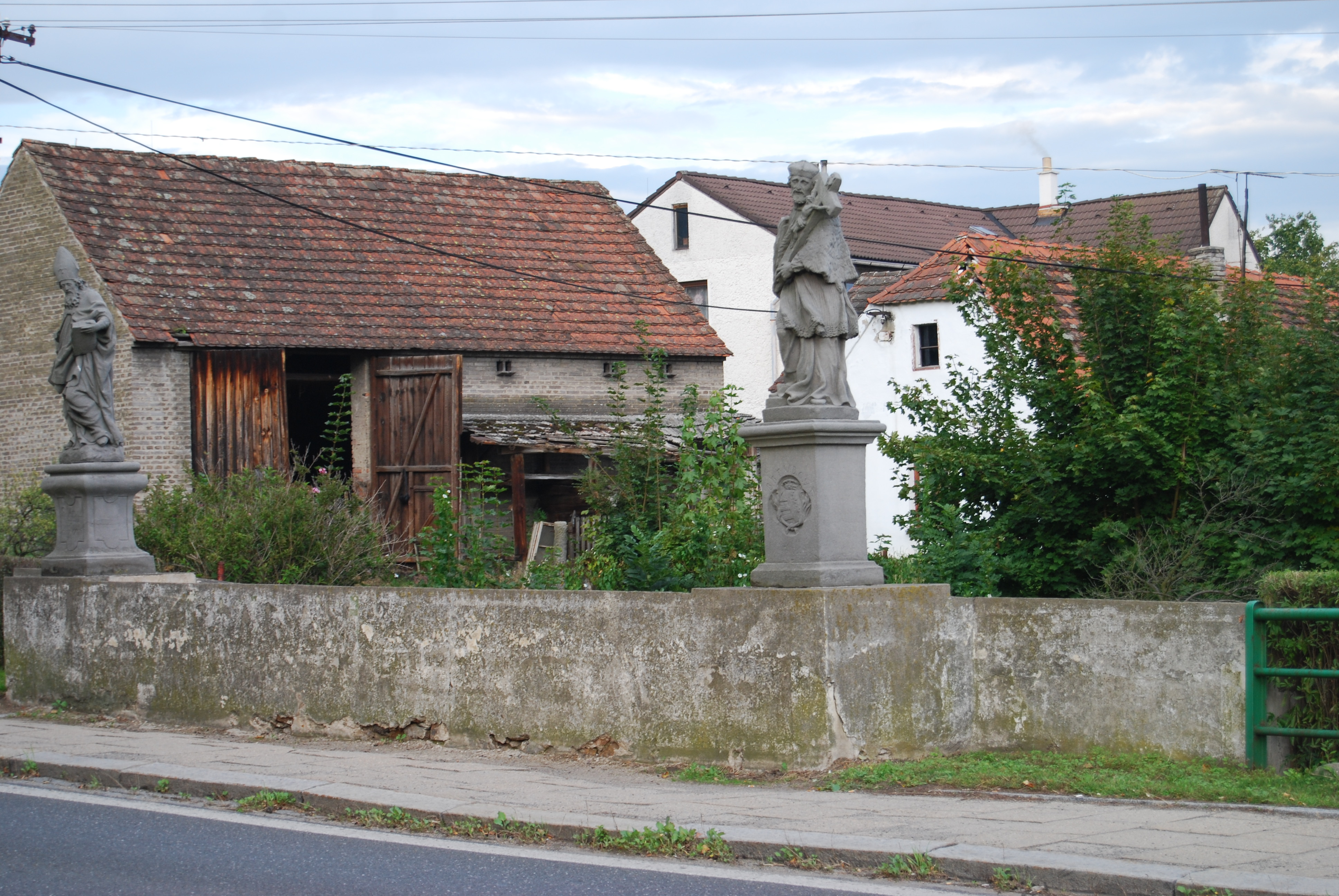
Svatý Vojtěch a svatý Jan Nepomucký